# Johann Manuel von Portugal

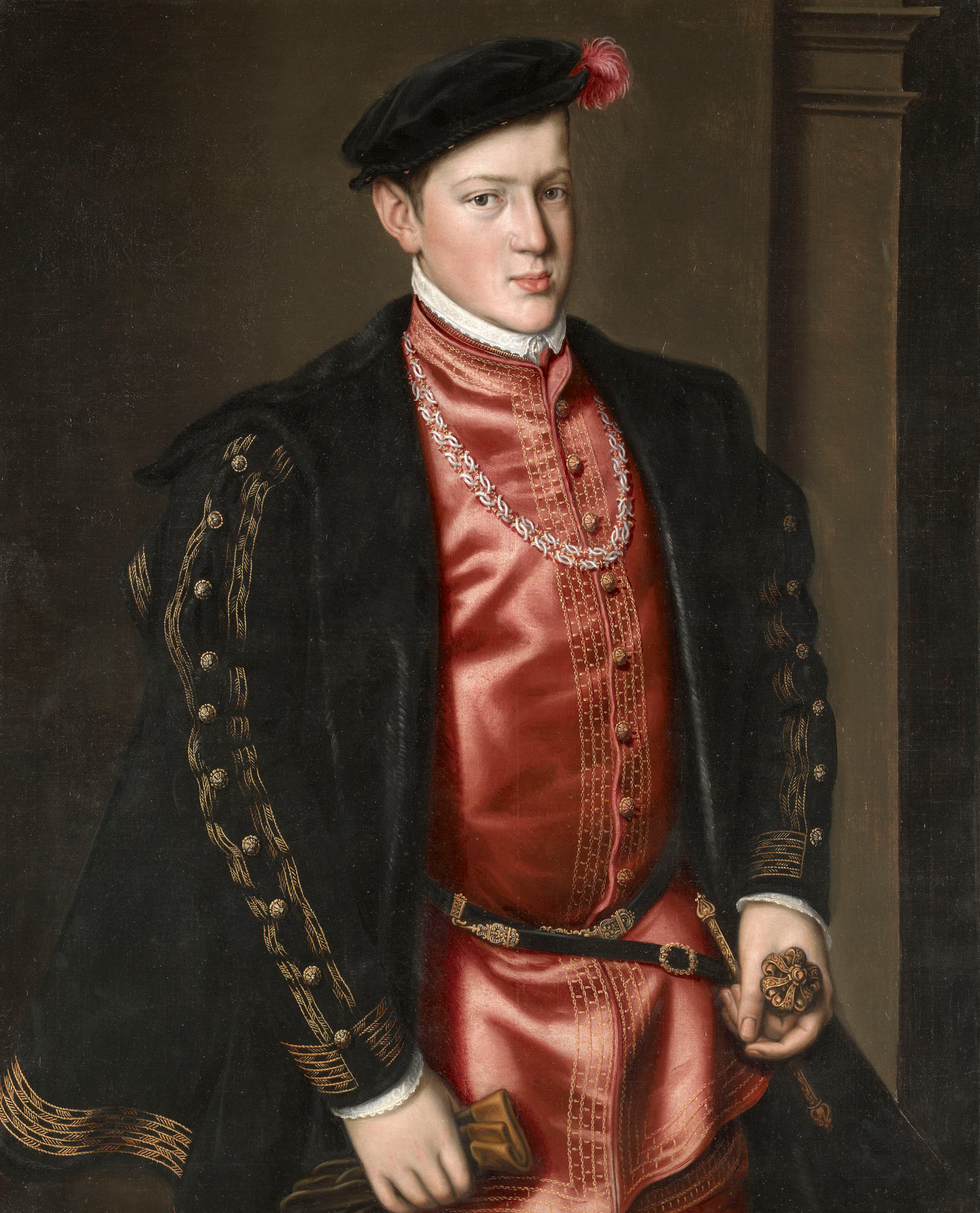
Johann Manuel von Portugal, von Anthonis Mor, 1552

Johann Manuel von Portugal (* 3. Juni 1537 in Évora; † 2. Januar 1554 in Lissabon) war Thronfolger des Königreichs Portugal aus dem Haus Avis. Er starb aber, bevor er den Thron besteigen konnte.
Johann Manuel wurde als fünfter Sohn von Johann III. von Portugal und dessen Gemahlin Katharina, Erzherzogin von Österreich und Infantin von Kastilien – jüngere Schwester Kaisers Karl V. – geboren und überlebte als dessen einziger Sohn das Kleinkindalter. Am 7. Dezember 1552 heiratete er die jüngste Tochter Karls V., seine Cousine Johanna, Erzherzogin von Österreich und Infantin von Spanien, die ihm postum den Sohn Sebastian I. (* 20. Januar 1554; † 4. August 1578) gebar.
| Personendaten    | Personendaten              |
| ---------------- | -------------------------- |
| NAME             | Johann Manuel von Portugal |
| KURZBESCHREIBUNG | Thronfolger von Portugal   |
| GEBURTSDATUM     | 3. Juni 1537               |
| GEBURTSORT       | Évora                      |
| STERBEDATUM      | 2. Januar 1554             |
| STERBEORT        | Lissabon                   |